# Potsdami konferencia

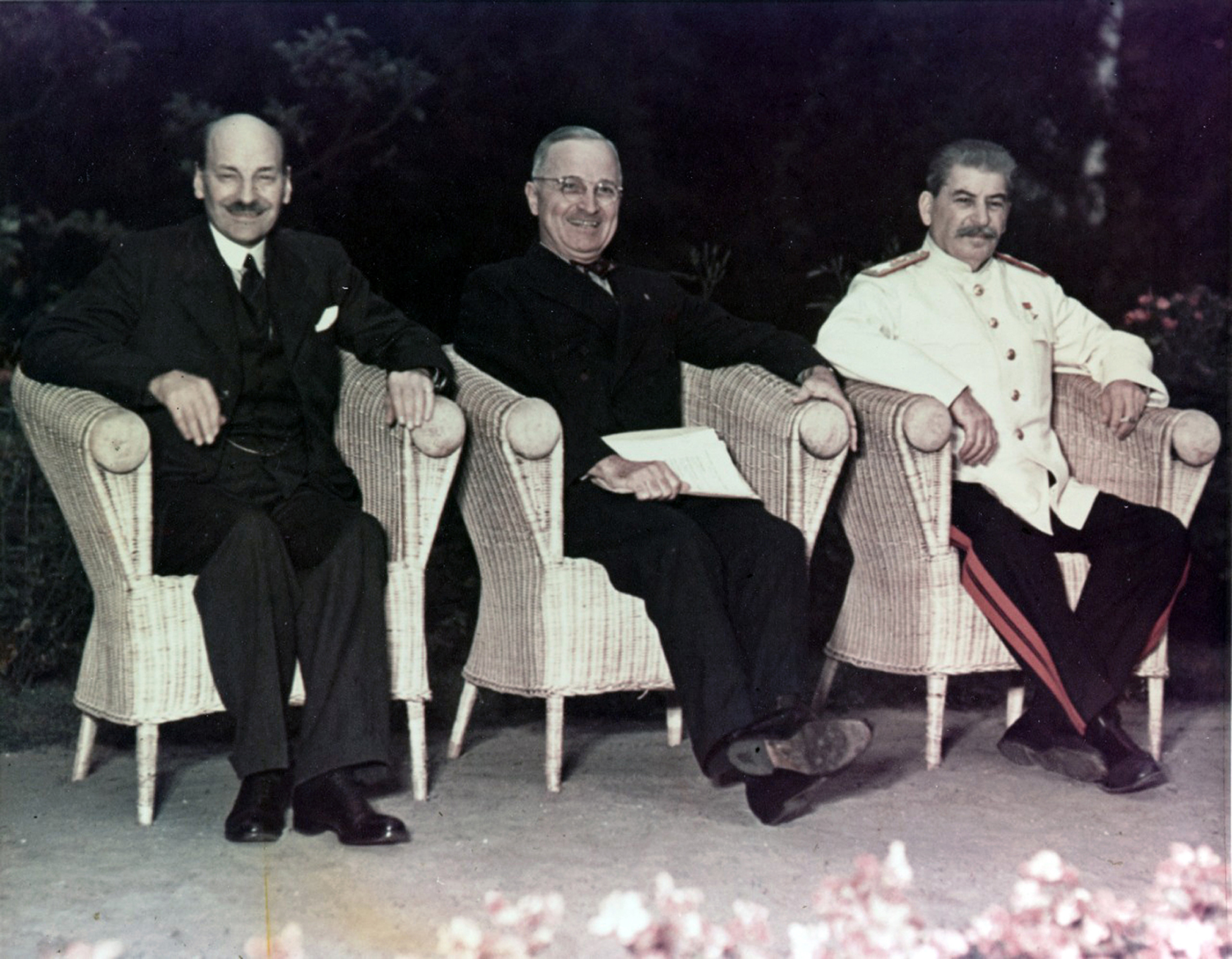
Attlee, Truman és Sztálin a konferencián

A második világháború európai szakaszának befejezését követően a szövetséges nagyhatalmak vezetői a Németország fővárosa mellett fekvő Potsdamban tartották újabb tárgyalásukat 1945. július 17-től augusztus 2-ig. A nagyhatalmak ragaszkodtak ahhoz, hogy a tanácskozást a legyőzött Németország fővárosában tartsák, így lett a konferencia színhelye a potsdami Cecilienhof-palota. A tárgyalásokon az USA-t az áprilisban elhunyt Franklin D. Roosevelt helyett az alelnökből elnökké lett Harry S. Truman képviselte, Nagy-Britannia esetében a választási győzelmet arató munkáspárti Clement Attlee vette át a konzervatív Winston Churchill miniszterelnök helyét, míg a Szovjetunió nevében Joszif Sztálin, a szovjet Népbiztosok Tanácsának elnöke volt jelen.
A potsdami konferenciát megelőzően a teheráni konferencián (1943. november 28. – december 1.) a szövetségesek az együttműködés feltételeit, majd a jaltai konferencián (1945. február 4 – 12.) a tengelyhatalmak teljes szétzúzását és az azt követő hatalmi rendezésnek az alapelveit határozták meg.

## A konferencia döntései

### A legyőzött országok helyzete
A potsdami konferencia témája elsősorban Németország lett, de körvonalazták Ausztria, Olaszország, Lengyelország, Magyarország, Finnország, Bulgária és Románia jövőjével kapcsolatos elképzeléseiket. Megerősítették Németország teljes megszállását, meghatározták Berlin és Ausztria megszállásának övezeteit. Részletezték a megszállás politikai és gazdasági céljait: a militarizmus és a nácizmus kiirtása, az ország teljes leszerelése, a haditermelésre felhasználható német ipar felszámolása, a haderő felszámolása az SS, SA és Gestapo összes intézményeivel együtt. Elhatározták, hogy a legfőbb kormányzati hatalmat saját megszállási övezetében az amerikai, az angol, a francia és a szovjet főparancsnokság gyakorolja, a Németország egészét érintő ügyekben pedig együttesen döntenek.

### A jóvátétel
A háborús jóvátételek kérdése vitát váltott ki. Mivel az Egyesült Államok területét nem szállták meg és nem pusztították német csapatok, így nem támaszthattak Németországgal szemben különösebb jóvátételi igényt. Az amerikai küldöttség úgy tartotta, hogy mindegyik megszálló hatalom a maga övezetében hajtsa be a jóvátételt. Amíg a nyugati övezetekben voltak a német ipari körzetek és gazdasági központok, addig a keletnémet gazdasági körzetek a kíméletlen bombázások következtében romokban hevertek. Végül úgy döntöttek, hogy a nyugati jóvátételi igényeket a nyugati övezetekből és a külföldi német tőkebefektetésekből, a szovjet igényeket a szovjet megszállási övezetből és részben a nyugati övezetek ipari berendezéseiből elégítik ki.

A lengyel határok módosulása a konferencia után: a német keleti területek nagy részét Lengyelország kapta meg (rózsaszínnel jelölve), az új határ az Odera-Neisse vonala lett. A Szovjetunió a Curzon-vonalnak nevezett pontig megkapta az egykori Kelet-Lengyelországot, ahol nem lengyel többségű volt a lakosság (szürkével).

### A konferencia döntéseinek hatása, utóélete
A „hármak” tárgyaltak a diplomáciai kapcsolatok felvételének lehetőségeiről Magyarországgal, Finnországgal, Bulgáriával, illetve szó esett az ENSZ-tagsági kérelmek támogatásáról is. Rögzítették Lengyelország keleti és nyugati határait, döntöttek a Külügyminiszterek Tanácsának felállításáról a békeszerződések megkötésére. A brit kormányfő és az amerikai elnök hozzájárult továbbá Königsberg és térségének Szovjetunióhoz csatolásához. Spanyolország felvételét az ENSZ-be megtiltották. Felállították a Szövetséges Ellenőrző Tanácsot, melynek székhelyét Berlinbe helyezték.
A háromhatalmi közlemény hozzájárult ahhoz, hogy Csehszlovákia, Lengyelország és Magyarország kitelepítheti német nemzetiségi állampolgárait, illetve – Lengyelország esetén – azokat a német állampolgárokat, akik Németország azon területein laktak, amelyek az Odera-Neisse határvonaltól keletre estek. Az áttelepítést rendben kell lebonyolítani, az emberiességi szempontok tekintetbe vételével.
Július 26-án az USA, Nagy-Britannia, Szovjetunió és Kína (Kuomintang) Potsdamból felszólította Japánt a fegyverletételre, másnap Japán elutasította az ultimátumot. Az amerikai és angol politikai vezetők ekkor már tudtak az atombomba sikeres kipróbálásáról, és megegyeztek annak bevetéséről, ha Japán elutasítja a felhívást.
A nagyhatalmak ezt követően 1955-ig nem tartottak újabb csúcstalálkozót. Ennek oka elsősorban a hidegháború volt.